# 張間陽子
張間 陽子（はりま ようこ）は、日本の音楽家・ラジオパーソナリティ・女優・リポーター・青森県のローカルタレント。

## 来歴・人物
青森県青森市出身。血液型はO型。青森市立古川中学校、青森県立青森西高等学校卒業。
インディーズのパンク・ロック・バンド「リアルゴールド」のギター・ボーカル。
ラジオ番組での愛称は、ハリ子・ハリコ・ハリー。
東京在住時、ホースニュース・馬の編集部に勤務していたことがある。
競馬騎手予想研究家、ジャニーズウォッチャー、スー女、バナナのたたき売り、映画好き、司会者など幅広い肩書きで、主に青森県内で活動。

## 出演

### ラジオ番組
- RAB青森放送ラジオ
  - 「十日市秀悦のサタデー横丁」 アシスタント（2013年4月6日 - 2016年3月26日、2018年4月7日 - ）
  - 「GO!GO!らじ丸 」ラジオカーリポーター（2014年10月 -　水曜・木曜担当、金曜は不定期出演）
    - 毎月第3月曜日の13時20分から約10分間、下述のジーラジ『フォーチュン☆Radio』との同時放送を行っている為、2021年3月まで、第3週のみ月曜にも出演する形となった。

  - 「張間陽子のハリコレ! 」（2016年4月2日 - ）
  - 「良平のラジオにおいでよ!! 」不定期ラジオカーリポーター
- JOQR文化放送ラジオ「アーサー・ビナード ラジオぽこりぽこり

アーサー・ビナードお勧めのパンクロッカー・演歌歌手として登場
(2023年6月26日)

### 過去出演のラジオ番組
- エフエム青森
  - 「NANBUコネクション・こちら達者村スマイル隊！」（2011年4月 - 2012年3月　水曜12:00‐12:55　番組終了）
  - 「RADI-MOTT!」（2012年4月2日 - 2013年3月29日  月曜・火曜・金曜）
- 五所川原エフエム（FMごしょがわら）
  - 「フォーチュン☆Radio」（2014年7月11日 - 2021年3月30日　月曜・火曜担当）
  - 「ゆうがたGとーく♪」（2016年4月4日 -　2021年3月30日　月曜・火曜担当）

### 映画
- けの汁（2011年製作）看護師役

### 舞台
- 劇団青森どまんなか
  - 『ぷっぷかぷう―鹿内仙人物語―』（2012年2月10日・11日　青森市アウガ）
  - 『マダムくにの占い館』（2012年5月18日・19日　青森市アウガ）
  - 『面っ！』（2012年11月30日・12月1日　青森市ワ・ラッセ）
  - 『ぷっぷかぷう―鹿内仙人物語―丑湯篇』（2013年7月20日　青森市酸ケ湯温泉旅館）
  - 『八月七日の舟にのる』（2016年5月20日・21日　青森市アウガ）
  - 『家族ごっこ』（2017年5月20日・21日　青森市アウガ）
- 劇団エゴイスト
  - 『てのひらの星』（2012年8月23日　青森市合浦公園特設テント劇場）
  - 『百年は、まだ来ない。「待つ宵に」』（2013年1月27日　青森市アウガ）
- 劇団かまりこ『木村食堂のポッキーな一日』（2011年11月11日　青森市民ホール）
- 劇団すこやか隊『怒れる10人の人たち』（2018年6月29日・30日　青森市アウガ）

### CM
- 「特殊詐欺被害防止CM」青森県のみ放送のローカルCM
  - 還付金詐欺編・仮想通貨詐欺編（2018年）
  - 電話編・玄関編（2019年）

## 音楽作品

### アルバム
リアルゴールド名義
|   | 発売日       | タイトル | 規格品番 | 収録曲                                                                                                 |
| - | ------------ | -------- | -------- | --- |
| 1 | 2015年6月9日 | 生たまご |          | 1. 栄養失調の仔犬 ―ボブの犬― 2. 二日目 3. 生まれつき病弱 4. かなしばり 5. あたりめ 6. わたしはなめくじ |

### 配信シングル
張間陽子名義
|   | 発売日        | タイトル         |
| - | ------------- | ---------------- |
| 1 | 2021年7月22日 | 港のヨーコ日本海 |
| 2 | 2021年8月13日 | 場つなぎ音頭     |